# كأس الاتحاد الأوروبي 2004–05
كأس الاتحاد الأوروبي 2004–05 (بالإنجليزية: 2004–05 UEFA Cup)‏ هو الموسم الرابع والثلاثون من كأس الاتحاد الأوروبي. أقيم بمشاركة  145 فريقاً.
حقق سيسكا موسكو الروسي لقب البطولة للمرة الأولى في تاريخه بعد فوزه في النهائي على سبورتينغ لشبونة البرتغالي بنتيجة 3-1.